# Сухой Бирюч
Сухой Бирюч — река в России, протекает в Ульяновской области. Левый приток реки Бирюч.

## География
Река Сухой Бирюч берёт начало в лесу к югу от села Чуфарово. Течёт на восток по открытой местности. Устье реки находится в 40 км по левому берегу реки Бирюч. Длина реки составляет 20 км, площадь водосборного бассейна — 88 км².

## Данные водного реестра
По данным государственного водного реестра России относится к Верхневолжскому бассейновому округу, водохозяйственный участок реки — Свияга от истока до села Альшеево, речной подбассейн реки — Волга от впадения Оки до Куйбышевского водохранилища (без бассейна Суры). Речной бассейн реки — (Верхняя) Волга до Куйбышевского водохранилища (без бассейна Оки).
Код объекта в государственном водном реестре — 08010400512112100002301.